# Harry Potter: Hogwarts Mystery
Harry Potter: Hogwarts Mystery ist ein digitales Rollenspiel aus dem Jahr 2018 von Jam City, das in der Welt der Romanreihe Harry Potter stattfindet und für die Betriebssysteme Android oder iOS erschienen ist.

## Spielprinzip
Harry Potter: Hogwarts Mystery  spielt zwischen Harry Potters Geburt und seinem ersten Schuljahr in  der Zaubererschule Hogwarts. Das Spiel dreht sich um die Schulzeit in Hogwarts des eigenen Charakters. Es ist möglich, am Unterricht teilzunehmen und Zaubersprüche zu erlernen. Durch das Entscheidungssystem des Spiels treffen die Spieler Entscheidungen, die sich auf die Erzählung des Spiels auswirken, obwohl diese Entscheidungen manchmal gesperrt sind, wenn die Wissens-, Empathie- oder Tapferkeits-Werte des Spielers nicht hoch genug sind.
„Energie“, welche sich jeweils nach vier Minuten regeneriert, wird verwendet, um Aufgaben im Spiel zu erfüllen. Dazu tippt der Spieler auf den Bildschirm, um den Charakter zwischen den Orten zu bewegen. Der Spieler gewinnt auch verschiedene Punkte von Mut, Empathie und Wissen, indem er im Spiel Entscheidungen trifft, wobei höhere Punkte eines bestimmten Attributs dem Spieler ermöglichen, verschiedene Dialogoptionen im Spiel zu wählen und die Interaktionen mit anderen Schülern und Mitarbeitern zu ändern.

## Handlung
Der Spieler ist eine junge Hexe oder ein Zauberer, der die Hogwarts-Schule für Hexerei und Zauberei besuchen soll. Der Spielercharakter trifft auf Rowan Khanna, der bzw. die dem Spieler etwas über die Zaubererwelt beibringt. Ein Gespräch mit Mr. Ollivander enthüllt, dass der Bruder des Spielers, Jacob, von Hogwarts verwiesen wurde, weil er versucht hatte, die „verfluchten Verliese“ zu öffnen, versteckte Bereiche, die angeblich in der Schule existierten. Während einer Zaubertränkestunde wird der Spielercharakter gerügt, nachdem eine Schülerin namens Merula Snyde der Kessel des Charakters sabotiert hat. Merula führt den Spieler in einen Raum mit einer Teufelsschlinge, einer großen menschenfressenden Pflanze, wo sie entkommen. Als sie zusammen mit ihren Gefährten ein von Eis umgebenes Gewölbe finden, werden sie im Eis gefangen, aber entkommen, um herauszufinden, dass dies eines der verfluchten Gewölbe war, aber nicht geöffnet werden konnte.
Im zweiten Schuljahr werden Rowan und Bill Weasley vom Eis angegriffen und landen im Krankenflügel. Das Trio erholt sich, öffnet das verfluchte Verlieses und besiegt einen Eisritter, der das Gewölbe beschützt. im Tresor gibt es einen zerbrochenen Zauberstab und ein Buch, die beide Jacob gehören. Dadurch erhalten sie Informationen über weitere Verliese auf dem Gelände. Mit den Werkzeugen finden sie eine Tür zu einem Raum, in dem Jacob Geheimnisse versteckt hat. Dies ergab den Standort des zweiten verfluchten Verlies, das sich in der verbotenen Abteilung der Bibliothek befindet. Im Verlies besiegen sie Irrwichte in Gestalt von Lord Voldemort. Mit dem zerbrochenen Zauberstab aus dem ersten Verlies öffnet der Spieler den zweiten, um einen zerbrochenen Pfeil und eine Karte des Verbotenen Waldes zu finden. Nachdem zwei Verliese geöffnet wurden, holt das Schulpersonal professionelle Hilfe, Patricia Rakepick, um die verbleibenden Verliese zu finden und zu öffnen. Einige Schüler werden schlafwandelnd in Richtung des dritten Verlieses gefunden. Nachdem der Spieler das dritte Verlies betreten hat, findet er einen kleinen Pullover und ein Drachenporträt. Der Schlafwandler-Fluch wird im folgenden Jahr immer schlimmer, wobei auch Schüler in Porträts zu finden sind.

## Rezeption
Fans berichten von spielerischer Langeweile, verpassten Chancen und dreister Echtgeld-Abzocke. Das Gameplay sei nicht existent, das Spiel langweilig. Das Spiel sei durchsetzt von Mikrotransaktionen. Sowohl für kosmetische Gegenstände auch um stundenlange Wartezeit zu überbrücken, muss Geld investiert werden. Gute Bewertungen in den App Stores erhalte das Spiel durch zeitversetztes Einsetzen nerviger Beschränkungen.